# Vela als Jocs Olímpics d'estiu de 1908 - 8 metres

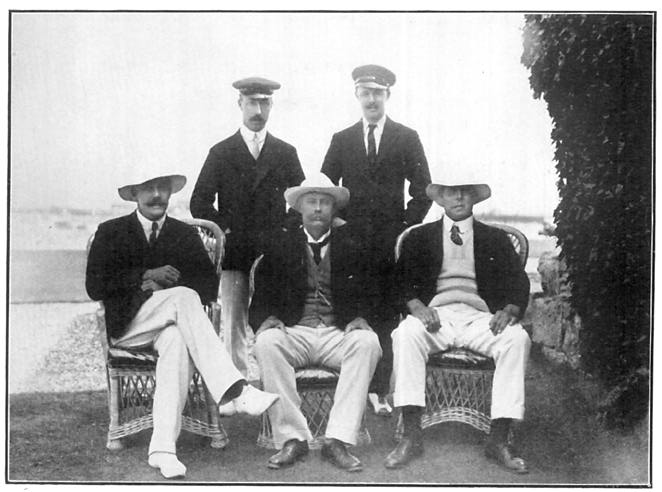
Tripulació del Cobweb

8 metres

Els 8 metres va ser una de les quatre proves de vela que es van disputar al camp de regates de Ryde durant els Jocs Olímpics de Londres de 1908. Hi van prendre part 25 navegants repartits ens cinc vaixells, que representaven a 3 països. Es disputà entre el 27 i el 29 de juliol de 1908.

## Normativa
La competició constava de tres regates i el vencedor era l'embarcació que aconseguia més victòries. Si cada regata era guanyada per un vaixell diferent s'atorgaven tres, dos i un punt segons la posició aconseguida (1r, 2n i 3r), mentre a partir de la quarta posició no es rebia cap punt; sent el vencedor final el vaixell amb més punts. Si es mantenia l'empat s'havia de disputar una regata extra entre els vaixells implicats per decidir la posició final.

## Resultats finals
L'equip Cobweb fou el clar dominador en guanyar les dues primeres regates i assegurar-se la victòria final. El Vinga fou segon gràcies a la victòria en la tercera regata, mentre el Sorais fou tercer.
| Pos.   | Vaixell             | Tripulació                                                                  | Victòries | Punts Totals | 1a regata | 1a regata  | 1a regata | 2a regata | 2a regata  | 2a regata | 3a regata | 3a regata  | 3a regata |
| Pos.   | Vaixell             | Tripulació                                                                  | Victòries | Punts Totals | Pos.      | Temps      | Punts     | Pos.      | Temps      | Punts     | Pos.      | Temps      | Punts     |
| ------ | ------------------- | --------------------------------------------------------------------------- | --------- | ------------ | --------- | ---------- | --------- | --------- | ---------- | --------- | --------- | ---------- | --------- |
| Or     | Cobweb · Regne Unit | Blair Cochrane Arthur Wood Henry Sutton John Rhodes Charles Campbell        | 2         | 6            | 1r        | 4h 01' 41" | 3         | 1r        | 4h 35' 15" | 3         | 4t        | 4h 57' 46" | 0         |
| Argent | Vinga · Suècia      | Carl Hellström Edmund Thormählen Erik Wallerius Eric Sandberg Harald Wallin | 1         | 3            | 5è        | 4h 55' 56" | 0         | 4t        | 5h 16' 21" | 0         | 1r        | 4h 52' 31" | 3         |
| Bronze | Sorais · Regne Unit | Philip Hunloke Alfred Hughes Frederick Hughes George Ratsey William Ward    | 0         | 6            | 2n        | 4h 02' 14" | 2         | 2n        | 4h 35' 56" | 2         | 2n        | 4h 56' 29" | 2         |
| 4      | Fram · Noruega      | Johan Anker Einar Hvoslef Hagbart Steffens Magnus Konow Eilert Falch-Lund   | 0         | 3            | 3r        | 4h 07' 30" | 1         | 3r        | 4h 39' 15" | 1         | 3r        | 4h 57' 10" | 1         |
| 5      | Saga · Suècia       | John Carlsson Edvin Hagberg Hjalmar Lönnroth Karl Ljungberg August Olsson   | 0         | 0            | 4t        | 4h 46' 11" | 0         | -         | DNF        | 0         | 5è        | 5h 00' 45" | 0         |